# Tribal-Klasse (1905)
Die Tribal- oder F-Klasse war eine Zerstörer-Klasse der Royal Navy, bei der alle Boote erstmals mit Turbinenantrieb und Ölfeuerung ausgestattet waren. Zwischen 1905 und 1910 wurden zwölf Einheiten in drei Losen gebaut. Sie kamen im Ersten Weltkrieg in der Nordsee und im Ärmelkanal bei der 6th destroyer flotilla (6. Zerstörerflottille) zum Einsatz. Zwei Boote sanken nach Minentreffern; aus zwei schwerbeschädigten Booten wurde ein Boot wieder zusammengesetzt. Ab 1919 wurden die verbliebenen Boote zum Abbruch verkauft.

## Entwurf
Die Zerstörer der River- oder E-Klasse von 1903, die der Tribal-Klasse vorausgegangen war, liefen nur 25,5 kn und waren von zwei kohlegefeuerten Dreifach-Expansionsmaschinen angetrieben worden. Der Erste Seelord, John Fisher, schlug im November 1904 vor, dass die nächste Klasse mindestens 33 kn laufen sollte und von ölbefeuerten Dampfturbinen angetrieben werden sollte und setzte sich mit diesem Vorschlag durch. Die Royal Navy hatte bis dahin nur vier Boote mit Dampfturbinen zu Versuchszwecken erhalten (Viper, Cobra, Velox sowie die Eden der River-Klasse).

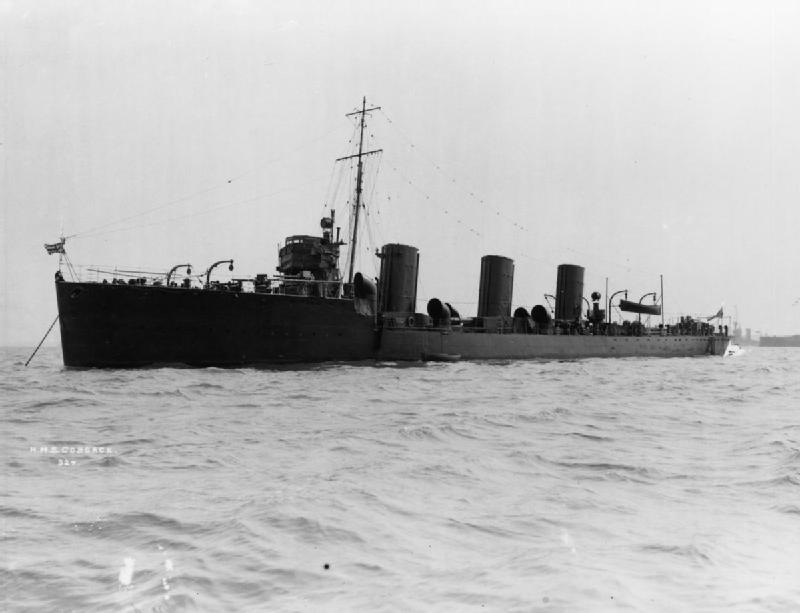
Der erste Tribal-Zerstörer Cossack

Der Einbau des Turbinenantriebes machte die neuen Boote länger, da die Leistung im Vergleich zu den Vorgängern verdoppelt werden musste und der Entwurf ging an die Grenzen des damals technisch machbaren. Als Folge war die Klasse eine Kompromisslösung und in manchen Bereichen ein Rückschritt im Vergleich zur hervorragenden und sehr seetüchtigen River-Klasse. Es stellte sich heraus, dass die Boote der Tribal-Klasse wegen ihrer leichten Bauweise im Einsatz anfällig waren.

Darüber hinaus konnten sie zwischen 185 und 216 Tonnen Treibstoff bunkern. Da sie wegen der für damalige Zeit überragenden Leistung von anfangs 12.500 PS einen hohen Treibstoffverbrauch hatten, war ihr Aktionsradius sehr eingeschränkt.

Die Bewaffnung stieg im Vergleich zur River-Klasse von vier auf fünf 3-Zoll-Geschütze, die Anzahl der Torpedorohre blieb mit zwei 18-Zoll-Torpedorohren gleich. Ab der sechsten Einheit, der Saracen, wurde die Artilleriebewaffnung auf zwei 4-Zoll-Geschütze verändert, die am Bug bzw. am Heck erhöht aufgebaut waren.

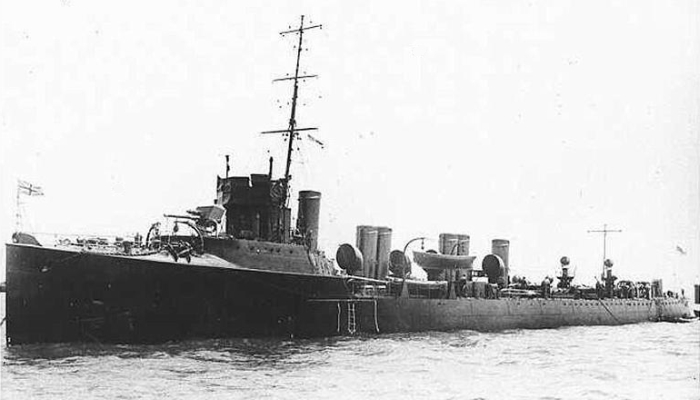
Die Viking mit sechs Schornsteinen

Einzelheiten des Entwurfs wurden den einzelnen Werften überlassen, wie es damals in der Royal Navy üblich war. Insgesamt waren sieben Werften am Bau der Tribal-Klasse beteiligt. Als Folge gab es Unterschiede im Aussehen, z. B. variierte die Anzahl der Schornsteine von drei bis zu sechs (nur HMS Viking). Sie waren die ersten britischen Zerstörer mit zwei Masten.

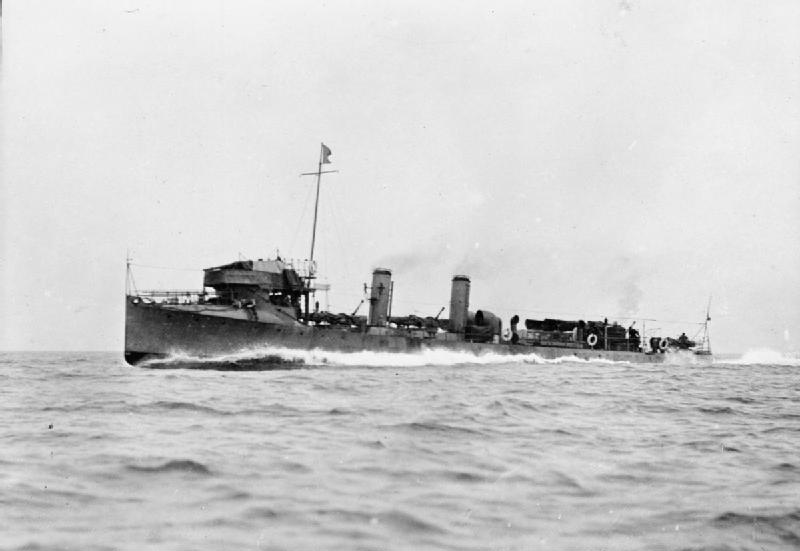
Die Cricket

Die drei Baulose ergingen aus dem Haushalt 1905/06 mit fünf Booten an fünf Werften, aus dem Haushalt 1906/07 mit zwei Booten an zwei Werften des ersten Auftrages (vorgeschlagen waren fünf neue Boote) und aus dem Haushalt 1907/08 mit erneut fünf Booten an fünf Werften, von denen zwei erstmals beteiligt waren. 

Als Ergänzung zu den Zerstörern der Tribal-Klasse entstanden zeitgleich für den Küstenbereich 36 „Zerstörer“ der Cricket-Klasse, die jedoch bald zu Torpedobooten 1. Klasse umklassifiziert wurden. Auch diese maximal 400 t.n. verdrängenden, kleinen Boote erhielten einen Turbinenantrieb und sie wurden in der Mehrzahl auf Werften gebaut, die auch Boote der Tribal-Klasse fertigten.

## Einsatzgeschichte
Zu Beginn des Weltkrieges waren die Boote der Tribal-Klasse durch die inzwischen gelieferten Boote der Beagle-Klasse, deren 16 Boote im Mittelmeer bei der 5. Zerstörerflottille eingesetzt wurden, die 20 Boote der Acorn- und 23 der Acheron-Klasse in der 2. und 1. Zerstörerflottille bei der Grand Fleet und die 20 Boote der Acasta- und im Zulauf befindlichen 22 Boote der Laforey-Klasse in der 4. und 3. Zerstörerflottille bei der Harwich Force überholt und auf den hinteren Platz bei der 6. Zerstörerflottille der Dover Patrol versetzt, wo ihre geringe Reichweite keine entscheidende Rolle spielte.

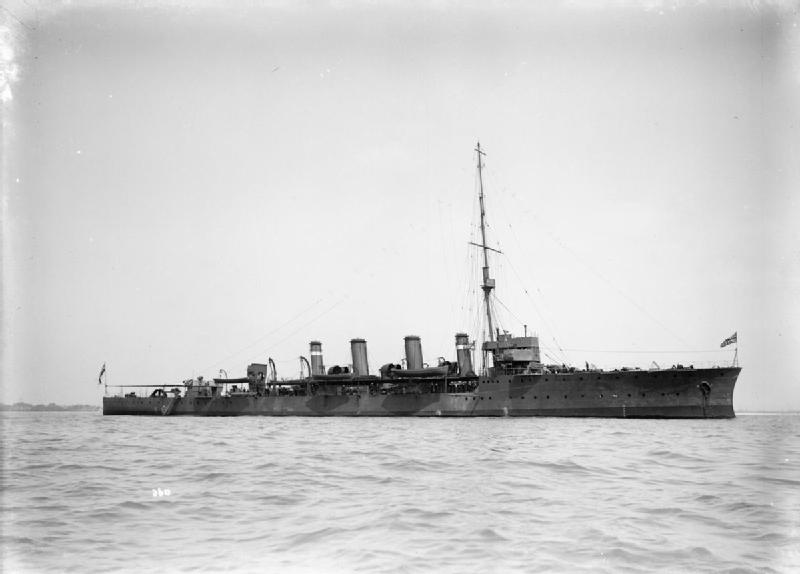
Die Attentive

Der schnelle Vormarsch der Deutschen im Westen und die Nutzung von flandrischen Basen für leichte Seestreitkräfte brachte die Boote der Tribal-Klasse dann doch in direkte Kämpfe. Bei Kriegsbeginn verfügte die 6. Zerstörerflottille neben den Booten der Tribal-Klasse noch über zwölf Zerstörer der B- und C-Klasse, ältere „30 knotters“ mit vier bzw. drei Schornsteinen. Dazu kamen die beiden Aufklärungskreuzer Adventure und Attentive. Die Boote bildeten einen wesentlichen Bestandteil der „Dover Patrol“, die die Dover-Sperre sicherten und ein Eindringen deutscher Seestreitkräfte in den Ärmelkanal verhindern sollte. Der möglichst reibungslose Verkehr über den Kanal war für die Kriegsführung der Entente an der Westfront von großer Bedeutung. Die Boote befanden sich 17 Tage in Alarmbereitschaft oder auf See, um dann drei Tage die Kessel zu reinigen. Nach jeweils vier Monaten erfolgten dreiwöchige Instandsetzungen der Boote. Dieser Rhythmus strapazierte Boote und Besatzungen erheblich.
Beim Vordringen der Deutschen an die belgische Küste wurden die Schiffe auch in Landkämpfe involviert, um die alliierte Front zu stabilisieren. Hier erhielten einige Boote der Tribal-Klasse von der deutschen Landartillerie ihre ersten Treffer. Vom 18. bis 20. Oktober 1914 waren die Attentive mit der Amazon, der Cossack, der Mohawk, der Nubian, der Tartar und der Viking zusammen mit der Foresight und den von der Royal Navy übernommenen Monitoren Humber, Mersey und Severn im Einsatz. Die Amazon erhielt am 20. als Flaggschiff von Konteradmiral Horace Hood etliche Treffer nahe Lombartzyde nördlich von Nieuwpoort und fiel mit zum Teil ausgefallenen Kesseln aus; die Viking hatte eine Explosion im Buggeschütz.
Am 4. März 1915 versenkten die Ghurka und die Maori das deutsche U-Boot U 8, das sich vor der südenglischen Küste in einem Stahlnetz der Dover-Sperre verfangen hatte. Zum ersten Totalausfall kam es am 7. Mai 1915, als die Maori und die Crusader die belgische Küste erkundeten, um Positionen für eine Beschießung durch die Venerable zu erkunden und die Maori dabei auf eine Mine lief. Die Viking sandte ein Boot zur Unterstützung des sinkenden Schwesterschiffes, musste sich dann aber vor dem deutschen Artilleriefeuer zurückziehen. Die Maori sank zwei Seemeilen nordwestlich von Zeebrugge auf der Position 51° 21′ N, 3° 6′ O. Die Besatzung von 94 Mann und die Bootsbesatzung der Viking wurden gefangen genommen.
Am 1. Juni 1915 lief die Mohawk vor Dover auf eine Mine, wurde beschädigt und hatte fünf Tote zu beklagen. Ebenfalls einen schweren Minentreffer erlitt die Viking am 29. Januar 1916 mit zehn Toten und acht Schwerverletzten. Am 24. September wurde die Crusader vor der flandrischen Küste von der deutschen Landartillerie getroffen und hatte neben leichteren Schäden zwei Tote zu beklagen.
In der Nacht vom 26. auf den 27. Oktober 1916 kam es dann zu einem Gefecht der Flottille mit deutschen Einheiten, dem Ersten Seegefecht im Kanal, als 23 deutsche Torpedoboote die britische Sicherungslinie an der Dover-Sperre angriffen und sieben Wachboote, den alten Zerstörer Flirt und den Frachter Queen versenkten. Die sechs alarmierten Zerstörer der 6. Zerstörerflottille unter Commander Henry Oliphant auf der Viking teilten sich entgegen der gegebenen Befehle in zwei Gruppen. Die ihrer Gruppe weit vorauslaufende Nubian erreichte zuerst das Gefechtsfeld, hielt die Boote der deutschen 17. Halbflottille jedoch für eigene Schiffe und wurde vom Geschützfeuer überrascht. Vergeblich versuchte sie das letzte Boot der Deutschen zu rammen und wurde dann von einem Torpedo getroffen, der den Bug abriss und sie zu einem treibenden Wrack machte. Neben den schweren Schäden hatte sie fünfzehn Tote und sechs Schwerverwundete zu beklagen. Die später eintreffende Amazon griff in das Gefecht ein, wobei sie etliche Treffer erhielt, wobei zwei Kessel ausfielen und fünf Tote und sechs Schwerverwundete zu beklagen waren. Die zweite Gruppe traf noch auf die ablaufenden Deutschen und dann auch noch auf die zurückmarschierende 18. Halbflottille. Bei den Gefechten blieben die Viking und die Tartar unbeschädigt. Nur die Mohawk wurde getroffen und hatte vier Tote zu beklagen. Von den deutschen Booten hatten alle keine Personalverluste und nur G 91 wurde beschädigt. Das Wrack der Nubian wurde abgeschleppt, strandete dann aber nördlich von Dover, nachdem die Schleppverbindung gerissen war.
Am 8. November 1916 erlitt die Zulu vor Dünkirchen einen Minentreffer, der ihr Heck schwer beschädigte und drei Todesopfer forderte. Sie konnte allerdings eingeschleppt werden. Ihr Wrack wurde zum Chatham Dockyard überführt, wo aus ihr und dem Wrack der Nubian ein neuer Zerstörer mit dem Namen Zubian entstand, der im Juni 1917 in Dienst kam.
Am 8. Februar 1917 ereignete sich der schwerste Verlust der Tribal-Klasse, als die Ghurka vor Dungeness auf eine Mine lief, die vom deutschen Unterseeboot UC 47 unter Paul Hundius gelegt worden war, und in sehr kurzer Zeit sank. Nur fünf Besatzungsmitglieder überlebten den Untergang, 74 Mann verloren ihr Leben.
Am 24. Juni erlitt auch die Tartar vor Boulogne-sur-Mer einen Minentreffer und hatte 43 Tote zu beklagen; das Boot konnte jedoch eingebracht werden. Am 3. Februar 1918 wurde die Viking durch eine Kollision beschädigt, bei der vier Seeleute starben.
Bei Kriegsende waren noch neun Zerstörer der Tribal-Klasse vorhanden, von denen noch fünf in Dover im Einsatz waren. Alle wurden bis 1921 zum Abbruch verkauft.

## Die einzelnen Boote
Die ersten fünf wurden im Haushalt 1905/1906 in Auftrag gegeben, zwei folgten 1906/1907 und fünf 1908/1909:
| Name     | Werft                                    | Stapellauf | in Dienst  | Verbleib |
| -------- | ---------------------------------------- | ---------- | ---------- | --- |
| Cossack  | Cammell Laird, Birkenhead                | 16.02.1907 | 12.03.1908 | Dezember 1919 zum Abbruch verkauft |
| Mohawk   | White, Cowes                             | 15.03.1907 | 06.1908    | Mai 1919 zum Abbruch verkauft |
| Ghurka   | Hawthorn Leslie, Newcastle, BauNr. 777   | 29.04.1907 | 19.12.1908 | 8.02.1917 vor Dungeness Buoy auf Mine gelaufen und gesunken                                                                                               |
| Afridi   | Armstrong, Elswick, BauNr. 408           | 8.05.1907  | 10.09.1909 | Februar 1919 zum Abbruch verkauft |
| Tartar   | Thornycroft, Southampton-Woolston        | 25.06.1907 | 04.1908    | Mai 1921 zum Abbruch verkauft |
| Saracen  | White                                    | 31.03.1908 | 25.06.1909 | Oktober 1919 zum Abbruch verkauft |
| Amazon   | Thornycroft                              | 29.07.1908 | 04.1909    | Oktober 1919 zum Abbruch verkauft |
| Crusader | White                                    | 20.03.1909 | 21.10.1909 | Juni 1920 zum Abbruch verkauft |
| Nubian   | Thornycroft                              | 21.04.1909 | 24.08.1909 | 27.10.1916 vor Folkestone von deutschen Torpedobooten torpediert und beschädigt; das Achterschiff wurde mit dem Bug der Zulu zum Bau der Zubian verwandt. |
| Maori    | Denny, Dumbarton, BauNr. 850             | 24.05.1909 | 11.11.1909 | 7.05.1915 vor Wirlingen, Zeebrugge auf Mine gelaufen und gesunken                                                                                         |
| Viking   | Palmers,Jarrow bei Newcastle, BauNr. 804 | 14.09.1909 | 30.06.1910 | Dezember 1919 zum Abbruch verkauft |
| Zulu     | Hawthorn Leslie, BauNr. 428              | 16.09.1909 | 16.03.1910 | 8.11.1916 auf Mine gelaufen und beschädigt, Bug für Zubian verwandt                                                                                       |
| Zubian   | Chatham Dockyard, Chatham                |            | 7.06.1917  | wurde aus den Resten von Zulu (Bug) und Nubian zusammengesetzt, Dezember 1919 zum Abbruch verkauft.                                                       |